# Kersten Wetzel

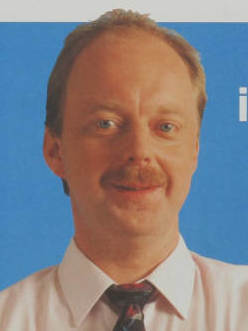
Kersten Wetzel im Jahr 1994

Kersten Wetzel (* 23. Februar 1961 in Neustadt an der Orla) ist ein deutscher Politiker (CDU). Er war 1990 Abgeordneter der Volkskammer und von 1990 bis 1998 Abgeordneter im Deutschen Bundestag.

## Leben
Wetzel absolvierte nach der Oberschule von 1977 bis 1980 eine Lehre zum Feinoptiker und legte das Abitur ab. Nach dem Abitur erhielt er keinen Studienplatz und war zunächst als Hilfsarbeiter tätig. Er trat 1980 in die CDU ein, war von 1980 bis 1981 als Zeitungsverkäufer für einen CDU-Verlag tätig und arbeitete anschließend bis 1989 als hauptamtlicher CDU-Funktionär. Von 1985 bis 1989 machte er ein Fernstudium an der Hochschule für Recht und Verwaltung. Er war 1989 Mitgründer der Christlich-Demokratischen Jugend und wurde 1990 erster Landesvorsitzender der CDJ.

## Politik
Wetzel gelang am 18. März 1990 der Einzug in die erste demokratisch gewählte Volkskammer, dem Parlament der DDR, dem er bis zur Wiedervereinigung angehörte. Im Anschluss rückte er in den Deutschen Bundestag nach und wurde auch bei den anschließenden Bundestagswahlen im Wahlkreis 305 direkt gewählt. Er gehörte dem Deutschen Bundestag bis zum Ende der 13. Legislaturperiode 1998 an. Wetzel war in der elften Legislaturperiode als ordentliches Mitglied im Ausschuss für Jugend, Familie, Frauen und Gesundheit tätig. In der zwölften war er im Ausschuss für Frauen und Jugend vertreten und im dreizehnten wieder im Ausschuss für Familie, Senioren, Frauen und Jugend.